# Simpsonowie (seria 6)
Poniższa lista przedstawia 25 odcinków szóstego sezonu serialu animowanego Simpsonowie, oryginalnie wyemitowanego w amerykańskiej telewizji FOX. Odcinki w Polsce zostały zaprezentowane przez Fox Kids, Fox Polska oraz Canal+.
| # | Kraj              | Premiera             | Tytuł                                        |
| --- | ----------------- | -------------------- | -------------------------------------------- |
| 104 - 6x01 1F22 | Stany Zjednoczone | 4 września 1994      | Bart of Darkness                             |
| 104 - 6x01 1F22 | Polska            | 20 grudnia 2007      | Udręki popularności                          |
| Fala gorąca zalewa Springfield i każdy próbuje się schłodzić. Bart i Lisa przekonują Homera do kupna basenu, który staje się popularny wśród dzieci w mieście. Bart po fatalnym upadku z domku na drzewie łamie nogę i jest zmuszony spędzić resztę lata w swoim pokoju. - Gag z tablicą: Nie będę puszczał bąków. |                   |                      |                                              |
| 105 - 6x02 1F17 | Stany Zjednoczone | 11 września 1994     | Lisa's Rival                                 |
| 105 - 6x02 1F17 | Polska            | 21 grudnia 2007      | Lisa ma rywalkę                              |
| Do springfieldzkiej podstawówki przychodzi nowa uczennica, Allison Taylor. Okazuje się być równie utalentowana naukowo i muzycznie jak Lisa. Tymczasem Homer kradnie 100 funtów cukru z przewróconej ciężarówki i zaczyna sprzedawać go po mieście. - Gag z tablicą: Nikogo nie ciekawią moje gadki - Gościnnie wystąpiła Winona Ryder. |                   |                      |                                              |
| 106 - 6x03 2F33 | Stany Zjednoczone | 25 września 1994     | Another Simpsons Clip Show                   |
| 106 - 6x03 2F33 | Polska            | 24 grudnia 2007      | Kolejna powtórka z rozrywki                  |
| Marge po przeczytaniu „Co się wydarzyło w Madison County” stwierdza, że musi wraz z Homerem nauczyć dzieci o romansie. Każdy z Simpsonów (używając klipów z poprzednich odcinków) wspomina swe przeszłe potyczki miłosne. - Gag z tablicą: Nie będę stosował skrót. |                   |                      |                                              |
| 107 - 6x04 2F01 | Stany Zjednoczone | 2 października 1994  | Itchy & Scratchy Land                        |
| 107 - 6x04 2F01 | Polska            | 25 grudnia 2007      | Kraina Pocharatki i Zdrapka                  |
| Bart i Lisa przekonują rodziców na wakacyjny wyjazd do Krainy Pocharatki i Zdrapka. Po doświadczeniu kilku brutalnych atrakcji Homer i Marge idą na „Wyspę Rodziców”, podczas gdy Bart z Lisą kontynuują zwiedzanie parku rozrywki. - Gag z tablicą: Nie jestem wcieleniem Se-niego Davisa |                   |                      |                                              |
| 108 - 6x05 2F02 | Stany Zjednoczone | 9 października 1994  | Sideshow Bob Roberts                         |
| 108 - 6x05 2F02 | Polska            | 26 grudnia 2007      | Pomocnik Bob Roberts                         |
| Po wstawiennictwie gospodarza prawicowego talk show Bircha Barlowa Pomocnik Bob zostaje wypuszczony z więzienia. Wkrótce Bob zostaje ogłoszony republikańskim kandydatem na burmistrza Springfield. Bart i Lisa wspomagają kampanię Burmistrza Quimby'ego, lecz pomimo ich wysiłków Bob wygrywa wybory z miażdżącą przewagą. - Gościnnie wystąpili Larry King i Doktor Demento. |                   |                      |                                              |
| 109 - 6x06 2F03 | Stany Zjednoczone | 30 października 1994 | Treehouse of Horror V                        |
| 109 - 6x06 2F03 | Polska            | 27 grudnia 2007      | Straszny domek na drzewie V                  |
| Halloweenowy odcinek specjalny podzielony na trzy krótkie historie: Lśniunie – Parodia Lśnienia, w której Homer próbuje zabić resztę rodziny. Toster i kara – Homer buduje wehikuł czasu z tostera, który usiłował naprawić. Piekielny bufet – Aby rozwiązać problem przepełnionej kozy i braku mięsa w bufecie nauczyciele Szkoły Podstawowej uciekają się do jedzenia uczniów. - Gościnnie wystąpił James Earl Jones. |                   |                      |                                              |
| 110 - 6x07 2F04 | Stany Zjednoczone | 6 listopada 1994     | Bart's Girlfriend                            |
| 110 - 6x07 2F04 | Polska            | 28 grudnia 2007      | Dziewczyna Barta                             |
| Bart zakochuje się w córce Wielebnego Lovejoya Jessice, ale jego próby wywarcia wrażenia na niej wciąż są ignorowane. Po zrobieniu kawału Woźnemu Williemu i obrażeniu rodziców Jessiki przy kolacji, dziewczyna zaczyna się nim interesować. - Gag z tablicą: Nie będę przesyłał smalcu pocztą - Gościnnie wystąpiła Meryl Streep. |                   |                      |                                              |
| 111 - 6x08 2F05 | Stany Zjednoczone | 13 listopada 1994    | Lisa on Ice                                  |
| 111 - 6x08 2F05 | Polska            | 31 grudnia 2007      | Lisa na lodzie                               |
| Lisa stoi przed ryzykiem niezaliczenia w-f. Aby zdać zapisuje się do miejscowej drużyny hokejowej jako bramkarz. Stwarza to intensywną rywalizację z Bartem, zazdrosnym o umiejętności Lisy, gdyż to on zawsze był rodzinną gwiazdą hokeja. |                   |                      |                                              |
| 112 - 6x09 2F06 | Stany Zjednoczone | 27 listopada 1994    | Homer Badman                                 |
| 112 - 6x09 2F06 | Polska            | 1 stycznia 2008      | Wróg publiczny                               |
| Homer i Marge uczestniczą na kongresie cukierkowym, podczas którego Homer kradnie żelkową Wenus z Milo. Później, po odwiezieniu opiekunki do dzieci Ashley Grant pod jej dom zauważa żelkową Wenus przyczepioną do jej spodni i chwyta ją, co Ashley błędnie interpretuje jako molestowanie. - Gag z tablicą: Nie będę fałszował przepustek - Gościnnie wystąpił Dennis Franz. |                   |                      |                                              |
| 113 - 6x10 2F07 | Stany Zjednoczone | 4 grudnia 1994       | Grampa vs. Sexual Inadequacy                 |
| 113 - 6x10 2F07 | Polska            | 2 stycznia 2008      | Dziadek i niedopasowanie seksualne           |
| Małżeństwo Homera i Marge zaczyna się oziębiać z powodu zaniku pożycia płciowego. Dziadek przyrządza środek wzmacniający, który leczy ich problemy. Abraham i Homer rozkręcają biznes sprzedając klientom „Tonik Simpsona i Syna”. - Gag z tablicą: Mojej pracy domowej nie ukradł jednoręki facet |                   |                      |                                              |
| 114 - 6x11 2F08 | Stany Zjednoczone | 18 grudnia 1994      | Fear of Flying                               |
| 114 - 6x11 2F08 | Polska            | 3 stycznia 2008      | Lęk przed lataniem                           |
| Po otrzymaniu zakazu wstępu do Tawerny Moe Homer udaje się do baru dla pilotów. Błędnie wzięty za pilota niszczy samolot. Jako zadośćuczynienie Simpsonowie dostają darmowe bilety do dowolnego miejsca w Ameryce. Marge na pokładzie samolotu staje się niespokojna i przyznaje się, że ma strach przed lataniem, każąc przesunąć wakacje na później. - Gag z tablicą: Ralf nie przekształci się choćbym dusił go z całych sił - Gościnnie wystąpili Anne Bancroft, Ted Danson, Woody Harrelson, Rhea Perlman, John Ratzenberger i George Wendt.                                                           |                   |                      |                                              |
| 115 - 6x12 2F09 | Stany Zjednoczone | 8 stycznia 1995      | Homer the Great                              |
| 115 - 6x12 2F09 | Polska            | 4 stycznia 2008      | Homer Wielki                                 |
| Homer odkrywa, że Lenny i Carl są członkami pradawnego bractwa zwanego Kamieniarzami. Zdobywając członkostwo poprzez Dziadka Homer odnajduje radość w wielu przywilejach i wydarzeniach bractwa. Na nieszczęście podczas uroczystej kolacji niechcący niszczy „Święty Pergamin” Kamieniarzy. - Gościnnie wystąpił Patrick Stewart. |                   |                      |                                              |
| 116 - 6x13 2F10 | Stany Zjednoczone | 22 stycznia 1995     | And Maggie Makes Three                       |
| 116 - 6x13 2F10 | Polska            | 7 stycznia 2008      | Z Maggie jest nas troje                      |
| Homer raczy rodzinę długą opowieścią o narodzinach Maggie. W 1993 roku Homer marzy o pracy w kręgielni, mimo że płacą tam mniej niż w elektrowni jądrowej. Homer obmyśla sposób pozwalający utrzymać rodzinę pod warunkiem, że wszystko pozostanie w niej bez zmian. Jednakże Marge ponownie zachodzi w ciążę, lecz stara się zachować to w tajemnicy przed Homerem. |                   |                      |                                              |
| 117 - 6x14 2F11 | Stany Zjednoczone | 5 lutego 1995        | Bart's Comet                                 |
| 117 - 6x14 2F11 | Polska            | 8 stycznia 2008      | Kometa Barta                                 |
| Podczas odbywania szkolnej kary Bart przypadkowo odkrywa kometę. Okazuje się, że zmierza ona wprost na Springfield i zostaje odpalona rakieta mająca ją zniszczyć. Pocisk jednak nie trafia w nią, lecz wysadza jedyny most wychodzący z miasta, skazując na zagładę mieszkańców Springfield. |                   |                      |                                              |
| 118 - 6x15 2F12 | Stany Zjednoczone | 12 lutego 1995       | Homie the Clown                              |
| 118 - 6x15 2F12 | Polska            | 9 stycznia 2008      | Homer klaunem                                |
| Kiepska żyłka Krusty'ego do hazardu oraz jego złe nawyki ładują go w kłopoty finansowe. By z nich wyjść otwiera ośrodek szkoleniowy dla klaunów. Homer zapisuje się do niego i po ukończeniu nauki wciela się w rolę Krusty'ego tam, gdzie prawdziwy Krusty nie widzi ważnego powodu dla osobistego zjawienia się. - Gościnnie wystąpili Dick Cavett i Johnny Unitas. |                   |                      |                                              |
| 119 - 6x16 2F13 | Stany Zjednoczone | 19 lutego 1995       | Bart vs. Australia                           |
| 119 - 6x16 2F13 | Polska            | 10 stycznia 2008     | Bart kontra Australia                        |
| Aby udowodnić Lisie, że się myli w sprawie efektu Coriolisa Bart wydzwania do południowej półkuli. Dzwoni do Australii na koszt odbierającego i nabija tam rachunek na $900. Po licznych skargach rząd Australii oskarża Barta o defraudację. |                   |                      |                                              |
| 120 - 6x17 2F14 | Stany Zjednoczone | 26 lutego 1995       | Homer vs. Patty & Selma                      |
| 120 - 6x17 2F14 | Polska            | 11 stycznia 2008     | Homer kontra Patty i Selma                   |
| Homer dokonuje złych inwestycji i jest zmuszony zapożyczyć się u Patty i Selmy. W zamian para uprzykrza Homerowi życie. Gdy o zdarzeniu dowiaduje się Marge, Homer postanawia zostać szoferem, ale zostaje zatrzymany z powodu braku odpowiedniej licencji. - Gościnnie wystąpili Susan Sarandon i Mel Brooks. |                   |                      |                                              |
| 121 - 6x18 2F31 | Stany Zjednoczone | 5 marca 1995         | A Star Is Burns                              |
| 121 - 6x18 2F31 | Polska            | 14 stycznia 2008     | Burns gwiazdą                                |
| Springfield przyjmuje sugestię Marge o zorganizowaniu festiwalu filmowego, w którym każdy mieszkaniec może zaprezentować swój film krótkometrażowy. Aby pomóc w jury, z Nowego Jorku przybywa Jay Sherman i zatrzymuje się w domu Simpsonów. Homer czuje się zagrożony przez Jaya, więc Marge również przyjmuje go do składu sędziowskiego. - Gościnnie występuje Jon Lovitz jako Jay Sherman z serialu animowanego Krytyk |                   |                      |                                              |
| 122 - 6x19 2F15 | Stany Zjednoczone | 19 marca 1995        | Lisa's Wedding                               |
| 122 - 6x19 2F15 | Polska            | 15 stycznia 2008     | Ślub Lisy                                    |
| Wróżka na jarmarku renesansowym przepowiada Lisie jej pierwszą prawdziwą miłość. Wieszczy, że Lisa zakocha się po uszy w brytyjskim studencie Hugh Parkfieldzie. Związek się zacieśnia, aż w końcu Hugh się oświadcza Lisie. Wesele będzie mieć miejsce w Springfield, lecz Lisa wpada w zakłopotanie z powodu zachowania jej rodziny, zwłaszcza Homera. - Gościnnie wystąpił Mandy Patinkin. |                   |                      |                                              |
| 123 - 6x20 2F18 | Stany Zjednoczone | 9 kwietnia 1995      | Two Dozen and One Greyhounds                 |
| 123 - 6x20 2F18 | Polska            | 16 stycznia 2008     | Chartów dwa tuziny i jeden                   |
| Pomocnik Świętego Mikołaja zakochuje się w charciej suce, która rodzi 25 szczeniaków. Szczenięta nastręczają kłopotów i Homer z Marge chcą je rozdać. Mają kilka ofert, ale szczeniaki nie chcą być rozdzielane, prowadząc do tego, że kradnie je Pan Burns. |                   |                      |                                              |
| 124 - 6x21 2F19 | Stany Zjednoczone | 16 kwietnia 1995     | The PTA Disbands                             |
| 124 - 6x21 2F19 | Polska            | 17 stycznia 2008     | Koniec Stowarzyszenia Nauczycieli i Rodziców |
| Edna Krabappel ogłasza strajk by zaprotestować przeciwko niskim wydatkom szkolnym Dyrektora Skinnera. Bart dolewa oliwy do ognia wielokrotnie obracając nauczycieli przeciw Skinnerowi. Rodzice w Springfield w końcu decydują wziąć sprawy w swoje ręce i werbują ochotników na nauczycieli zastępczych. |                   |                      |                                              |
| 125 - 6x22 2F32 | Stany Zjednoczone | 30 kwietnia 1995     | 'Round Springfield                           |
| 125 - 6x22 2F32 | Polska            | 18 stycznia 2008     | Dookoła Springfield                          |
| Bart dostaje bólu brzucha po przypadkowym spożyciu postrzępionego kawałka metalu w płatkach Krusty-O i ląduje w szpitalu. Po operacji ujawnia się zapalenie wyrostka robaczkowego. Przy okazji odwiedzin u Barta Lisa spotyka Murphy’ego Krwawiące Dziąsła na innym oddziale. Pożycza Lisie swój saksofon na jej szkolny recital. - Gościnnie wystąpili Ron Taylor i Steve Allen. |                   |                      |                                              |
| 126 - 6x23 2F21 | Stany Zjednoczone | 7 maja 1995          | The Springfield Connection                   |
| 126 - 6x23 2F21 | Polska            | 21 stycznia 2008     | Springfieldzki łącznik                       |
| Kiedy Snake naciąga Homera, Marge ściga go i zostaje aresztowany. Marge to doświadczenie bardzo bawi i wstępuje do policji. Po przejściu kursu treningowego Marge zaczyna walczyć z przestępczością. Homer odkrywa dobre strony bycia mężem policjantki. |                   |                      |                                              |
| 127 - 6x24 2F22 | Stany Zjednoczone | 14 maja 1995         | Lemon of Troy                                |
| 127 - 6x24 2F22 | Polska            | 22 stycznia 2008     | Cytryna trojańska                            |
| Bart po lekcji Marge o dumie z własnego miasta wikła się w bójkę z chłopcem z sąsiedniego miasta Shelbyville. Następnego dnia Springfieldzkie drzewo cytrynowe zostaje skradzione przez Shelbyville. Bart, Milhouse, Nelson, Martin, Todd i Baza Danych wyruszają, by je odzyskać. |                   |                      |                                              |
| 128 - 6x25 2F16 | Stany Zjednoczone | 21 maja 1995         | Who Shot Mr. Burns? (Part 1)                 |
| 128 - 6x25 2F16 | Polska            | 23 stycznia 2008     | Kto zastrzelił pana Burnsa? (Część 1)        |
| Pod Szkołą Podstawową zostają odkryte zasoby ropy naftowej i drobiazgowo planuje wydać spodziewane zyski. Pan Burns dowiaduje się o złożach i buduje skośną platformę wiertniczą, by przejąć ropę dla siebie. W rezultacie zostaje zamknięta Tawerna Moego, dom spokojnej starości zapada się, domek na drzewie Barta zostaje zniszczony, Pomocnik Świętego Mikołaja zostaje ranny, a szkoła traci wszystkie pieniądze. Burns w następnej kolejności buduje maszynę blokującą Słońce nad Springfield. Jednakże zostaje postrzelony przez niezidentyfikowanego zamachowca. - Gościnnie wystąpił Tito Puente. |                   |                      |                                              |